# Jody Williams
Jody Williams (Brattleboro, 9 d'octubre de 1950) és una mestra estatunidenca guardonada amb el Premi Nobel de la Pau el 1997, juntament amb la Campanya Internacional per a la Prohibició de les Mines Antipersones, que ella mateixa liderava.

## Trajectòria
Després d'haver cursat estudis primaris, es dedicà a l'ensenyament de la llengua anglesa com a segona llengua, i entre 1972 i 1974 aconseguí fer un Màster en llengua castellana a la School for International Training. El 1984 realitzà novament un Màster en relacions internacionals a la Universitat Johns Hopkins de Baltimore. Posteriorment es traslladà fins a Mèxic, el Regne Unit i, finalment, Washington DC com a mestra de llengua anglesa.

### Activisme social
A partir de 1984 entrà a coordinar el "Projecte educacional per Nicaragua i Hondures", per tal d'aconseguir recursos per poder executar plans educatius en aquests dos països centreamericans. Posteriorment passà a ser la directora d'un centre de caritat —"Ajuda mèdica per El Salvador" — a la ciutat de Los Angeles, càrrec que ocupà fins al 1992, quan va esdevenir portaveu de la Campanya Internacional per a la Prohibició de les Mines Antipersones (ICBL).
El 1997 l'Organització aconseguí el seu primer objectiu: la signatura del Tractat d'Ottawa, que prohibia l'ús de les mines terrestres. Tot i l'èxit del tractat, signat per 154 països, algunes nacions tan importants com els Estats Units, la República Popular de la Xina o Rússia, avui dia encara no l'han firmat. Aquell mateix any, Jody Wiliams, conjuntament amb la ICBL, fou recompensada amb el Premi Nobel de la Pau, pel seu treball conjunt per la prohibició i neteja de les mines antipersones.
Un dels aspectes de treball de Williams fou l'ús pioner de l'energia de la gent: col·laboració massiva de la gent distribuïda arreu del planeta mitjançant la utilització del fax o el correu electrònic.
Williams continua servint a la ICBL com a ambaixadora i editora de la revista de l'organització i ha continuat duent a terme treballs de professorat i treball social a la Universitat de Houston entre 2003 i 2004.

### Solidaritat amb Catalunya
El 2017 va signar el manifest Let Catalan Vote, per fer evident el seu suport al dret a decidir per mitjà del referèndum sobre la independència de Catalunya.
El gener de 2021, fou una de les 50 personalitats que signar el manifest «Dialogue for Catalonia», promogut per Òmnium Cultural i publicat a The Washington Post i The Guardian, a favor de l'amnistia dels presos polítics catalans i del dret d'autodeterminació en el context del procés independentista català. Els signants lamentaren la judicialització del conflicte polític català i conclogueren que aquesta via, lluny de resoldre'l, l'agreuja: «ha comportat una repressió creixent i cap solució». Alhora, feren una crida al «diàleg sense condicions» de les parts «que permeti a la ciutadania de Catalunya decidir el seu futur polític» i exigiren la fi de la repressió i l'amnistia per als represaliats.